# Wim Elsthout
Willem (Wim) Elsthout (Eindhoven, 6 juni 1963) is een voormalig Nederlands politicus.
Elsthout was vicevoorzitter van de Centrumdemocraten en was vijf maanden Tweede Kamerlid voor die partij.  Hij was tevens raadslid in Haarlem en Statenlid in Noord-Holland.
In 1987 stelde hij in het Haarlems Dagblad dat Marokkanen en Turken hondenpoep moesten gaan opruimen, omdat 'hun hier waren gekomen om het vuile werk op te knappen'. Voor deze uitspraak werd hij veroordeeld tot een boete van 500 gulden. Elsthout trad in 2003 toe tot Nieuw Rechts waar hij in 2004 de vierde kandidaat was op de kandidatenlijst voor de Europese Parlementsverkiezingen. Aan de gemeenteraadsverkiezingen van 2006 voor Amsterdam deed hij zonder succes mee met de in 1998 opgerichte Conservatieve Democraten. In 2021 stond hij als tweede op de kandidatenlijst van de partij Wij zijn Nederland achter lijsttrekker Erwin Versteeg.

## Kamerlidmaatschap
Na het overlijden van Tweede Kamerlid en partijgenoot Cor Zonneveld volgde Elsthout hem op 18 december 1997 op. Op 8 april 1998 hield hij zijn maidenspeech.
Hij voerde eenmaal het woord op 14 april 1998; bij de behandeling van het wetsvoorstel Remigratiewet met een stemverklaring: 
"Mijnheer de voorzitter! Tijdens de behandeling van dit wetsvoorstel heb ik al aangegeven dat de fractie van de CD voorstander is van een ingrijpende remigratieregeling. Nu de Tweede Kamer in meerderheid akkoord is gegaan met het amendement-Apostolou op stuk nr. 13, heeft het wetsvoorstel het karakter van een uitgebreide vakantieregeling gekregen. De fractie van de CD heeft in het debat al aangegeven daar fel tegenstander van te zijn en zij is dat gebleven. Onze fractie tilt evenwel zeer zwaar aan de fraudegevoeligheid van het voorstel. Op vragen van onze fractie en op opmerkingen van de Raad van State weet de minister van Binnenlandse Zaken niets anders te antwoorden dan dat zulks ’’all in the game’’ is. De regering geeft daarmee de fraude-gevoeligheid toe en zij wil daar weinig of niets tegen ondernemen. De fractie van de CD kan een dergelijk voorstel niet ondersteunen."
Deze vijf maanden Kamerlidmaatschap leverden hem een wachtgeldregeling van circa 250.000 gulden op.

### Electorale geschiedenis
| Verkiezingsjaar |                                 | Partij             | Pos. | Stemmen |
| --------------- | ------------------------------- | ------------------ | ---- | ------- |
| 1989            | Europese Parlementsverkiezingen | Centrumdemocraten  | 3    | 181     |
| 1989            | Tweede Kamerverkiezingen        | Centrumdemocraten  | 5    | 104     |
| 1994            | Tweede Kamerverkiezingen        | Centrumdemocraten  | 4    | 1.741   |
| 1994            | Europese Parlementsverkiezingen | Centrumdemocraten  | 17   | 250     |
| 1998            | Tweede Kamerverkiezingen        | Centrumdemocraten  | 3    | 1.127   |
| 1999            | Europese Parlementsverkiezingen | Centrumdemocraten  | 5    | 225     |
| 2004            | Europese Parlementsverkiezingen | Nieuw Rechts       | 4    |         |
| 2021            | Tweede Kamerverkiezingen        | Wij zijn Nederland | 2    | 22      |